# Rudolf Schulz (Theologe, 1807)

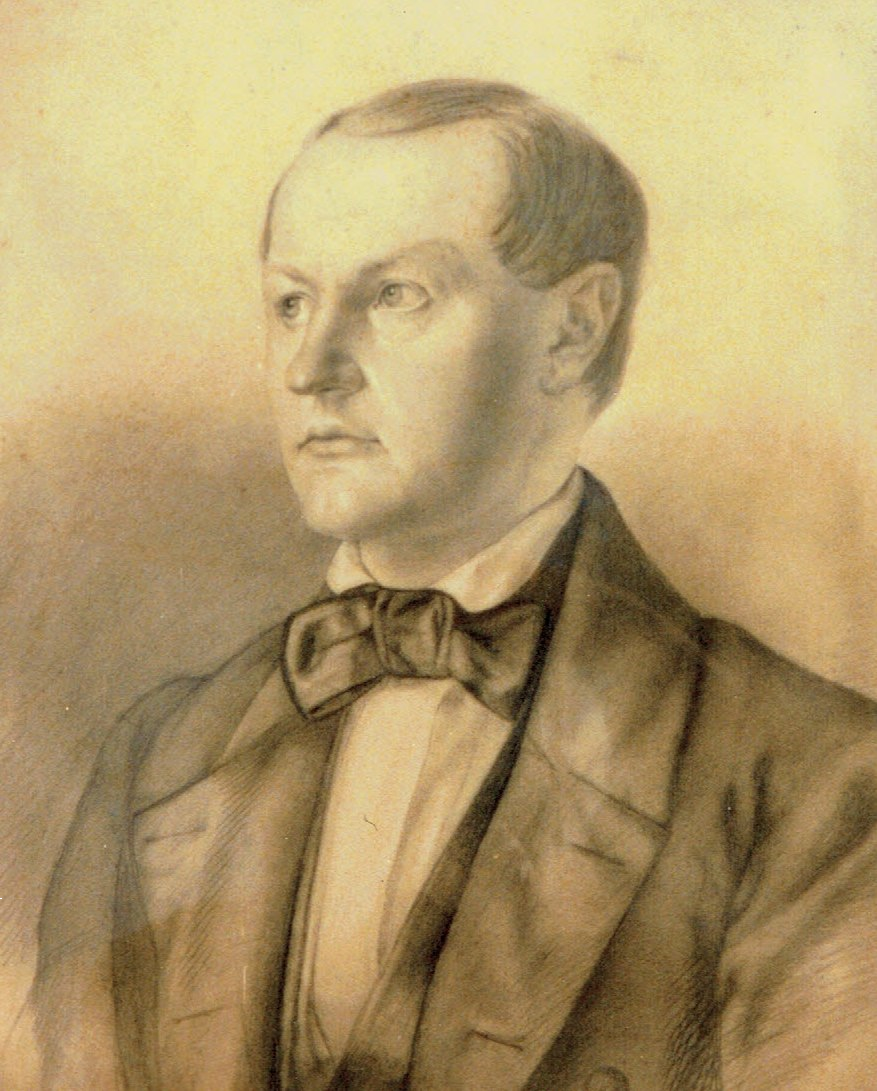
Rudolf Schulz

Rudolf Schulz (lettisch Rūdolfs Šulcs; * 5. August 1807 in Linden-Birsgallen, Gouvernement Kurland; † 24. Februar 1866 in Mitau) war deutschbaltischer Theologe.

## Leben
Rudolfs Eltern waren Conrad Liebegott Otto Schulz und Constanze Marie Elisabeth, geb. Mylich. Er erhielt zunächst häuslichen Unterricht und besuchte dann von 1823 bis 1826 das Gymnasium illustre in Mitau. Von 1827 bis 1830 studierte er an der Kaiserlichen Universität Dorpat, bestand 1830 das Konsistorial-Examen in Mitau, arbeitete jedoch von 1831 bis 1832 als Hauslehrer im Amt Goldingen. Im Jahr 1833 vermählte er sich mit Eveline Schulz, seiner Cousine. Von 1833 bis 1840 war er als Adjunkt seines Vaters in Linden-Birsgallen tätig. Als Pastor wirkte er in den Jahren 1841 bis 1849 im kurländischen Lippaicken sowie hiernach von 1849 bis 1866 als lettischer Stadtprediger der St. Annen-Kirche und als deutscher Prediger der Hospital- oder Armenkirche jeweils in Mitau. In dieser Funktion war Schulz zuzüglich am Gefängnis und an der städtischen Wohltätigkeitsanstalt tätig.
Von 1849 bis 1866 war Schulz Redakteur der „Latweeschu Awises“, desgleichen von 1850 bis 1856 der Kurländischen Landwirtschaftlichen Mitteilungen und von 1864 bis 1865 des „Volksblatt für Stadt und Land der baltischen Provinzen“.  Er förderte die Einrichtung von lettischsprachigen Leihbibliotheken. Zwischen 1854 und 1864 war er Präsident der Lettisch-Literärischen Gesellschaft. Er veröffentlichte Bücher in lettischer und deutscher Sprache sowie lettischsprachige Landkarten.
Schulz wurde 1865 mit dem Goldenen Prediger-Brustkreuz geehrt. Er machte sich verdient um die Bildung des lettischen Volkes in dessen Muttersprachen, war aber ein Gegner der lettischen Nationalbewegung.